# 서경 22도
서경 22도(西經22度)는 본초 자오선에서 서쪽으로 22도 떨어진 경선이다. 북극점에서 시작하여 북극해, 그린란드, 아이슬란드, 대서양, 남극해, 남극을 거쳐 남극점에 이른다.
서경 22도는 동경 158도와 이어져 지구의 둘레를 이룬다.
북극점에서 남극점까지 서경 22도선은 다음 지역을 지나간다.
| 좌표                                                  | 나라, 지역, 해역      | 비고                                          |
| ----------------------------------------------------- | --------------------- | --------------------------------------------- |
| 북위 90° 0′ 서경 22° 0′  / 북위 90.000° 서경 22.000°  | 북극해                |                                               |
| 북위 82° 42′ 서경 22° 0′  / 북위 82.700° 서경 22.000° | 그린란드              | 피어리란드 반도                               |
| 북위 82° 28′ 서경 22° 0′  / 북위 82.467° 서경 22.000° | 인디펜던스 피오르     |                                               |
| 북위 81° 14′ 서경 22° 0′  / 북위 81.233° 서경 22.000° | 그린란드              | Passing through 덴마크 피오르와 가엘함크스 만 |
| 북위 73° 19′ 서경 22° 0′  / 북위 73.317° 서경 22.000° | 포스터 만             |                                               |
| 북위 72° 56′ 서경 22° 0′  / 북위 72.933° 서경 22.000° | 그린란드              | 게오그라피스크삼푼드 섬과 트라일 섬           |
| 북위 72° 24′ 서경 22° 0′  / 북위 72.400° 서경 22.000° | 대서양                | 그린란드해                                    |
| 북위 71° 44′ 서경 22° 0′  / 북위 71.733° 서경 22.000° | 그린란드              | 제임슨란드 반도                               |
| 북위 70° 29′ 서경 22° 0′  / 북위 70.483° 서경 22.000° | 대서양                | 그린란드해                                    |
| 북위 66° 16′ 서경 22° 0′  / 북위 66.267° 서경 22.000° | 아이슬란드            | 베스트피르디르 반도                           |
| 북위 65° 31′ 서경 22° 0′  / 북위 65.517° 서경 22.000° | 브레이다피요르두르 만 |                                               |
| 북위 65° 23′ 서경 22° 0′  / 북위 65.383° 서경 22.000° | 아이슬란드            |                                               |
| 북위 65° 6′ 서경 22° 0′  / 북위 65.100° 서경 22.000°  | 브레이다피요르두르 만 |                                               |
| 북위 65° 1′ 서경 22° 0′  / 북위 65.017° 서경 22.000°  | 아이슬란드            |                                               |
| 북위 64° 18′ 서경 22° 0′  / 북위 64.300° 서경 22.000° | 팍사 만               |                                               |
| 북위 64° 9′ 서경 22° 0′  / 북위 64.150° 서경 22.000°  | 아이슬란드            | 레이캬비크의 바로 서쪽을 지나감               |
| 북위 63° 50′ 서경 22° 0′  / 북위 63.833° 서경 22.000° | 대서양                |                                               |
| 남위 60° 0′ 서경 22° 0′  / 남위 60.000° 서경 22.000°  | 남극해                |                                               |
| 남위 74° 9′ 서경 22° 0′  / 남위 74.150° 서경 22.000°  | 남극                  | 영국령 남극 지역 — 영국가 영유권을 주장한다.  |

## 같이 보기
- 서경 21도
- 서경 23도